# Loborika Favorit Team
Das Loborika Favorit Team ist ein ehemaliges kroatisches Radsportteam.
Die Mannschaft wurde 2009 gegründet und nahm als Continental Team an den UCI Continental Circuits teil. Manager war Luciano Valčić, der von Srečko Glivar und dem Sportlichen Leiter Dean Vitasović unterstützt wurde. Die Mannschaft fuhr mit Fahrrädern der Marke Carnielli. Seit 2013 besitzt das Team keine Lizenz mehr als Continental Team.

## Saison 2012

### Erfolge in der UCI Europe Tour
| Datum    | Rennen                                            | Kat. | Sieger        |
| -------- | ------------------------------------------------- | ---- | ------------- |
| 22. Juni | Kroatische Meisterschaft – Einzelzeitfahren (U23) | CN   | Juraj Ugrinić |

### Zugänge – Abgänge
| Zugänge         | Team 2011            | Abgänge                          | Team 2012             |
| --------------- | -------------------- | -------------------------------- | --------------------- |
| Juraj Ugrinić   | Meridiana Kamen Team | Kristijan Đurasek                | Adria Mobil           |
| Boštjan Rezman  | Perutnina Ptuj       | Radoslav Rogina                  | Adria Mobil           |
| Antonio Osip    | Loborika (2009)      | Jurica Knežević                  | Unbekannt             |
| Janko Benger    | Neoprofi             | Marijan Perković                 | Unbekannt             |
| Domagoj Breznik | Neoprofi             | Silvano Valčić                   | Unbekannt             |
| Michele Nodari  | Neoprofi             | Vinko Zaninović                  | Unbekannt             |
|                 |                      | Matija Kvasina (bis 31.05.)      | Tusnad Cycling Team   |
|                 |                      | Endi Širol (bis 04.07.)          | Meridiana Kamen Team  |
|                 |                      | Juraj Ugrinić (bis 04.07.)       | BK Rijeka             |
|                 |                      | Emanuel Kišerlovski (bis 04.07.) | Close2-Carrera-Giesse |
|                 |                      | Boštjan Rezman (bis 04.07.)      | Hemus-Troyan          |
|                 |                      | Domagoj Breznik (bis 04.07.)     | Unbekannt             |

### Mannschaft
| Name                | Geburtstag         | Nationalität | Team 2013            |
| ------------------- | ------------------ | ------------ | -------------------- |
| Deni Baniček        | 27. Februar 1990   | Kroatien     |                      |
| Janko Benger        | 19. September 1992 | Kroatien     |                      |
| Tomislav Dančulović | 15. Juni 1980      | Kroatien     |                      |
| Massimo Demarin     | 25. August 1979    | Kroatien     | Meridiana Kamen Team |
| Hrvoje Miholjević   | 8. Juni 1979       | Kroatien     |                      |
| Michele Nodari      | 26. Juli 1985      | Italien      |                      |
| Andrej Omulec       | 19. November 1982  | Slowenien    |                      |
| Antonio Osip        | 4. November 1986   | Kroatien     |                      |
| Aleksandar Pršo     | 17. Januar 1989    | Kroatien     |                      |

Mit Wirkung ab dem 4. Juli 2012 wurde die Mannschaft von der UCI ohne Angabe von Gründen suspendiert.

## Saison 2009

### Erfolge in der Europe Tour
| Datum        | Rennen                                         | Kat. | Fahrer              |
| ------------ | ---------------------------------------------- | ---- | ------------------- |
| 1. März      | Trofeo Zssdi                                   | 1.2  | Tomislav Dančulović |
| 25. März     | 1. Etappe The Paths of King Nikola             | 2.2  | Radoslav Rogina     |
| 25.–28. März | Gesamtwertung The Paths of King Nikola         | 2.2  | Radoslav Rogina     |
| 28. Juni     | Kroatische Meisterschaft – Straßenrennen       | NC   | Kristijan Đurasek   |
| 28. Juni     | Kroatische Meisterschaft – Straßenrennen (U23) | NC   | Kristijan Đurasek   |
| 9. August    | Trofeo Internazionale Bastianelli              | 2.2  | Radoslav Rogina     |

### Erfolge im Cyclocross 2008/2009
| Datum      | Rennen                   | Fahrer              |
| ---------- | ------------------------ | ------------------- |
| 11. Januar | Kroatische Meisterschaft | Emanuel Kišerlovski |

## Platzierungen in UCI-Ranglisten
UCI Africa Tour
| Saison | Mannschaftswertung | Fahrerwertung       |
| ------ | ------------------ | ------------------- |
| 2009   | -                  | -                   |
| 2010   | 3.                 | Dean Podgornik (9.) |
| 2011   | -                  | -                   |
| 2012   | -                  | -                   |

UCI Asia Tour
| Saison | Mannschaftswertung | Fahrerwertung              |
| ------ | ------------------ | -------------------------- |
| 2009   | 19.                | Radoslav Rogina (27.)      |
| 2010   | 12.                | Radoslav Rogina (10.)      |
| 2011   | 29.                | Tomislav Dančulović (105.) |
| 2012   | -                  | -                          |

UCI Europe Tour
| Saison | Mannschaftswertung | Fahrerwertung         |
| ------ | ------------------ | --------------------- |
| 2009   | 36.                | Radoslav Rogina (72.) |
| 2010   | 45.                | Radoslav Rogina (74.) |
| 2011   | 18.                | Radoslav Rogina (42.) |
| 2012   | -                  | -                     |